# Aulophyseter
Genre
Espèces de rang inférieur
- †Aulophyseter mediatlanticus (Cope, 1895)
- †Aulophyseter morricei (Kellog, 1927) (espèce type)

Aulophyseter est un genre fossile de mammifères marins de la super-famille des Physeteroidea regroupant regroupe trois espèces proches du cachalot actuel ayant vécu du Langhien au Messinien, soit durant la moitié du Miocène, il y a entre 15,97 et 5,332 millions d'années des deux côtes de l'Amérique du Nord, ainsi que de la région de Patagonie de l'Amérique du Sud et au Japon.

## Morphologie
Aulophyseter a atteint une longueur d’environ 6 mètres avec un poids corporel estimé à 1 100 kilogrammes.

## Répartition
Lieux des fossiles d'Aulophyseter ont été trouvés :
- Japon
- États Unis
  - Californie
  - Virginie

## Mode de vie
Aulophyseter se nourrissait de calmars et de poissons tels que les thons[réf. nécessaire].

## Fossiles
Un seul fossile complet en a été découvert. Sa taille est de 6 mètres de long. Les autres fossiles sont des fragments de crâne et des dents.